# Тітешть (комуна)
Тітешть, Тітешті (рум. Titești) — комуна у повіті Вилча в Румунії. До складу комуни входять такі села (дані про населення за 2002 рік):
- Братовешть (356 осіб)
- Кукою (195 осіб)
- Тітешть (645 осіб)

Комуна розташована на відстані 172 км на північний захід від Бухареста, 35 км на північ від Римніку-Вилчі, 130 км на північ від Крайови, 98 км на захід від Брашова.

## Населення
У 2009 році у комуні проживали 1115 осіб.